# اختتامیه المپیک تابستانی ۲۰۲۰
اختتامیه المپیک تابستانی ۲۰۲۰ در ۸ اوت ۲۰۲۱، از ساعت ۲۰:۰۰ (زمان استاندارد ژاپن) به‌مدت حدودی دو ساعت و نیم در ورزشگاه المپیک واقع در توکیو برگزار شد. مراسم اختتامیه بازی‌های المپیک، که به‌واسطهٔ تأثیرات دنیاگیری کووید-۱۹ به‌مدت یک‌سال به تعویق افتاده بود، از شرایط عادی برخوردار نبود؛ زیرا بدون حضور تماشاگران برگزار شد. ابعاد این مراسم نیز نسبت به مراسم‌های گذشته کاهش یافته‌بود؛ زیرا ورزشکاران ملزم بودند که ۴۸ ساعت پس از پایان رقابت‌های خود، دهکدهٔ المپیک را ترک کنند.
در این مراسم، رسوم اختتامیهٔ این رویداد ورزشی بین‌المللی (شامل سخنرانی‌های پایانی، رژهٔ ورزشکاران، و تحویل‌دادن پرچم المپیک) با یک نمایش هنری ترکیب شد تا فرهنگ و تاریخ کشورهای میزبان کنونی و بعدی (فرانسه) برای المپیک تابستانی ۲۰۲۴ در پاریس به نمایش گذاشته شود. موضوع مراسم المپیک، حرکت رو به جلو بود که اشاره به دنیاگیری کووید-۱۹ داشت و موضوع مراسم اختتامیه نیز جهان‌های مشترک ما بود.
عمدهٔ بخش‌های این مراسم از پیش ضبط شده‌بودند و برخی بخش‌ها نیز به‌صورت زنده اجرا شدند. مجری‌های بخش‌های زندهٔ این مراسم نیز در طول اجرای مراسم به اصول فاصله‌گذاری اجتماعی پایبند بودند. این مراسم شامل یک «لحظهٔ یادبود» نیز بود که از رقص‌ها و سایر اجراهایی تشکیل شده‌بود که نمایانگر فرهنگ ژاپن بودند.

## مقدمات
کمیته سازمان‌دهی بازی‌های المپیک و پارالمپیک توکیو (TOCOG) در دسامبر ۲۰۱۷ نخستین گزارش آماده‌سازی‌ها را به‌همراه سند «سیاست پایه» برای مراسم‌های المپیک و پارالمپیک منتشر کرد. این سند بر پایه بازخوردهای متخصصان و نظرات مردم ژاپن تهیه شده‌بود و شامل عناصر بنیادین برای موضع‌گیری و مفهوم کلی هر چهار مراسم بود. در مراسم افتتاحیه المپیک، از موضوعات و مفهوم هر چهار مراسم رونمایی شد که شامل صلح، هم‌زیستی، نوسازی، آینده، ژاپن و توکیو، ورزشکاران و مشارکت‌ها در مراسم‌ها می‌شد.
مراسم‌های افتتاحیه و اختتامیه دارا سه مدیر مختلف در سمت مدیر ارشد نوآوری بودند. از ژوئیهٔ ۲۰۱۸ تا دسامبر ۲۰۲۰، نومورا مانسائی که بازیگر تئاتر سنتی چین بود، مدیریت ارشد نوآوری را برعهده داشت. نومورا بعداً از سمت خود کناره‌گیری مرد و به‌عنوان مشاور مشغول به کار شد. از دسامبر ۲۰۲۰ تا مارس ۲۰۲۱ هیروشی سازاکی این مسئولیت را بر عهده گرفت، اما پس از یک اظهارنظر تحقیرآمیز دربارهٔ نائومی واتانابه، کمدین و نماد مد ژاپنی، از این سمت استعفا داد. یک ماه بعد، گزارش‌هایی منتشر شد که نشان می‌داد یوشیرو موری، رئیس کمیته سازمان‌دهی المپیک ۲۰۲۰ توکیو، در پی اظهارنظرهای تحقیرآمیز دربارهٔ زنان عضو این کمیته، استعفا داده‌است. از مارس ۲۰۲۱، تاکایوکی هیوکی، مدیر اجرایی برندیگ ورزشی ژاپن، معاول مسئول تشریفات و تهیه‌کننده اجرایی این رویداد بوده‌است.
مارکو بالیچ، رئیس ایتالیایی شرکت نمایش‌های جهانی بالیچ، مشاور ارشد تهیه‌کنندهٔ اجرایی بود. بالیچ این برنامه‌ها را در طول تدارک مراسم‌های بازی‌های المپیک زمستانی ۲۰۰۶، بازی‌های المپیک زمستانی ۲۰۱۴ و بازی‌های المپیک تابستانی ۲۰۱۶، و رویدادهای دیگری نظیر بازی‌های پان امریکن ۲۰۱۹ و یونیورسیاد تابستانی ۲۰۱۹ نیز اجرا کرده‌بود. او در مصاحبه‌ای در ژوئیهٔ ۲۰۱۹ اشاره کرده‌بود که مشارکت او در قالب همکاری با شرکت تبلیغاتی ژاپنی دنتسو خواهد بود. کائورو سوگانو، مدیر نوآوری دنتسو در این مراسم‌ها، در پی مطرح‌شدن ادعای آزار از سوی او، در ژانویهٔ ۲۰۲۰ از سمت خود استعفا داد.

## ورزشگاه
ورزشگاه ملی ژاپن، ورزشگاه اصلی برای میزبانی مراسم اختتامیه بود. عملیات تخریب ورزشگاه ملی قبلی در مهٔ ۲۰۱۵ به اتمام رسید و پس از آن، در ۱۱ دسامبر ۲۰۱۶، فرایند احداث ورزشگاه جدید در همان مکان آغاز شد. این ورزشگاه در ۳۰ نوامبر ۲۰۱۹ به‌منظور آماده‌سازی‌های لازم جهت برگزاری بازی‌ها و مراسم‌ها به کمیته بین‌المللی المپیک تحویل داده‌شد. گنجایش این ورزشگاه در طول بازی‌های المپیک، با احتساب جایگاه‌های خبرنگاران و مقامات معادل ۶۰٬۱۰۲ صندلی بود.

## اقدامات

### برنامه
در پی محدودیت‌های مرتبط با دنیاگیری کووید-۱۹، بسیاری از بخش‌های مراسم اختتامیه، از جمله رقص رقصنده‌های آینو اهل هوکایدو، از پیش ضبط شده‌بودند.
|   | عنوان              | رویه (JST: UTC+9) |
| - | ------------------ | --- |
| ۱ | یک دنیا تشویق      | ویدئویی با نگاه به ۱۷ روز گذشته (ساعت ۲۰:۰۰)، آتش‌بازی در سراسر ورزشگاه (ساعت ۲۰:۰۱) |
| ۲ | آمادهٔ خوش‌آمدگویی   | افراشتن پرچم ژاپن (۲۰:۰۲–۲۰:۰۸)، هم‌خوانی سرود ملی ژاپن. |
| ۳ | پس از بازی‌ها       | ورود پرچم‌داران (۲۰:۰۹-)، بی‌جی‌ام: راه‌پیمایی المپیک (تولیدکننده، یوجی کوسکی)، ویدئویی از نقاط عطف رقابت‌های ورزشی (۲۰:۱۸–۲۰:۲۰)، ورود ورزشکاران المپیک (۲۰:۲۱–۲۰:۴۲)، تشویق |
| ۴ | همه توکیوئی‌ها      | اوج‌گیری ذرات نورانی و شکل‌دهی نمادهای المپیک (۲۰:۴۳–۲۰:۴۵)، موسیقی و نمایش برای سرگرمی ورزشکاران (۲۰:۴۵-) |
| ۵ | قدردانی ما         | اجرای آیین‌های تشریفاتی اجباری از اینجا آغاز شد. اجرای سرود ملی یونان در ابتدا (۲۰:۵۹-)، مراسم اعطای مدال‌ها به برندگان ماراتن (زنان ۲۰:۰۱-، مردان ۲۱:۰۸–۲۱:۱۷)، ویدئویی از پشتیبانی کارکنان میدان‌ها و شهر، تشکر از ورزشکاران از سوی داوطلبان (۸ نماینده بر روی سکو) (۲۱:۱۷–۲۱:۲۰) |
| ۶ | به‌یاد خواهیم داشت  | اجرا با ساز اودایکو و اجرای ترانه‌های سنتی ژاپن (۲۱:۲۰–۲۱:۳۴) |
| ۷ | به‌سوی پاریس ۲۰۲۴   | مراسم آنتورپ در اینجا آغاز شد. آغاز با سرود المپیک (۲۱:۳۵–۲۱:۳۹)، تحویل پرچم المپیک توسط فرماندار توکیو (یوریکو کویکه) به شهردار شهر میزبان بعدی، پاریس (آن ایدالگو)، به واسطه‌گری رئیس کمیته بین‌المللی المپیک (-۲۱:۴۰)، تغییر تصاویر به فیلم‌های محلی از شهر میزبان بعدی (پاریس) در طول معرفی رویداد پاریس ۲۰۲۴ (ویدئوی اجرای سرود ملی فرانسه توسط ارکستر ملی فرانسه ۲۱:۴۱-، به امضا رسیدن «پاریس ۲۰۲۴» توسط تونی استانگه ۲۱:۵۲) |
| ۸ | اعطای باتن         | سخنرانی سیکو هاشیموتو، رئیس کمیته سازمان‌دهی المپیک و پارالمپیک توکیو (۲۱:۵۴-)، و سپس سخنرانی توماس باخ، رئیس کمیته بین‌المللی المپیک (اعلام پایان‌یافتن بازی‌های المپیک، ۲۲:۰۷) |
| ۹ | پیش به‌سوی فصل بعدی | پیکره‌هایی از زنان و کودکان در حال خواندن «پرسه‌ای در میان ستاره‌ها» (۲۲:۰۸-)، خاموش‌کردن مشعل المپیک (۲۲:۱۵) به‌همراه اجرای قطعه «مهتاب» اثر دبوسی (با تنظیم ایسائو تومیتا)، ویدئویی از بازی‌های پارالمپیک (۲۲:۱۵–۲۲:۱۶)، پس از آتش‌بازی با صدای بلند، ۷ شخصیت «آریگاتو» بر روی دستگاه پخش ویدئوی وضوح‌بالا و بزرگ ورزشگاه نمایش یافتند (۲۲:۱۷)                                                                                        |

## اشخاص مهم در میان شرکت‌کنندگان

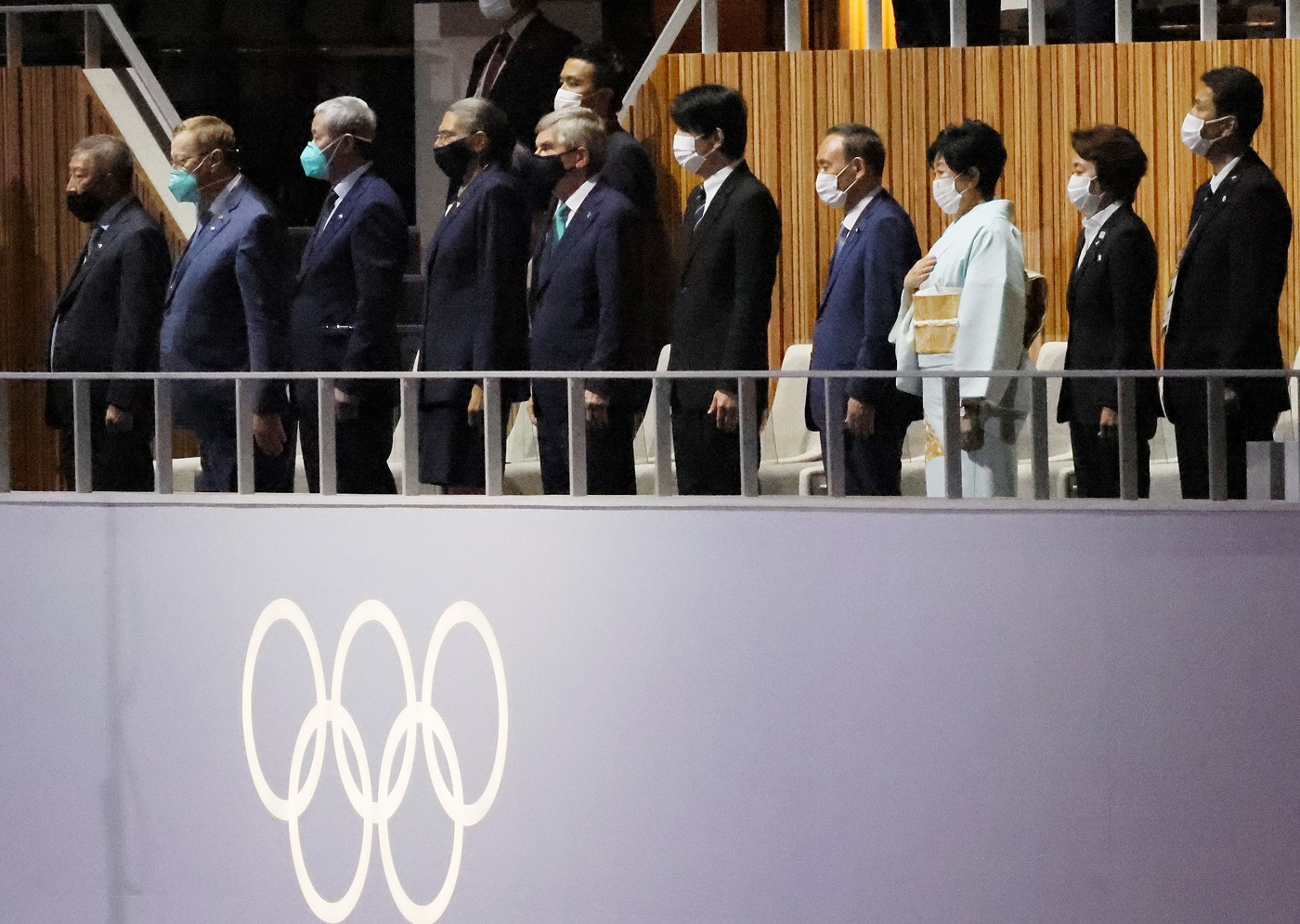
اشخاص مهم در میان شرکت‌کنندگان (در ورزشگاه ملی ژاپن در ۸ اوت ۲۰۲۱)

- استونی – کرستی کالیولاید، رئیس‌جمهور استونی.[۴۰]
- فرانسه – آن ایدالگو، شهردار پاریس.[۴۱]
- ژاپن – یوریکو کویکه، شاهزاده سلطنتی فومیهوتو، فرماندار توکیو،[۴۲] یوشیهیده سوگا، نخست‌وزیر ژاپن، سیکو هاشیموتو، رئیس کمیته سازمان‌دهی المپیک و پارالمپیک توکیو.[۴۳]
- ایالات متحده آمریکا – لیندا توماس گرینفیلد، سفیر ایالات متحده آمریکا در سازمان ملل متحد.[۴۴]

مجتبی پوربخش و محمد میر به عنوان مجری و گزارشگر در این رقابتها حضور داشتند.

## سرودها
- سرود ملی ژاپن – تاکارازوکا ریوو[۴۵]
- سرود ملی یونان[۴۵]
- سرود المپیک – توموکاتا اوکاموتو[۴۵]
- سرود ملی فرانسه – ارکستر ملی فرانسه، به رهبری کلوئی دوفرن[۴۶] و همراهی توماس پسکی (از پیش ضبط‌شده)[۴۷]

### مراسم‌های پیروزی
- سرود ملی کنیا[۴۵][ت]